# Pterygota macrocarpa
Espèce
Statut de conservation UICN

 VU (needs updating) A1cd : Vulnérable
Pterygota macrocarpa est une espèce d'arbres de la famille des Malvacées.

## Description et caractéristiques
Le Pterygota macrocarpa pousse en forêt tropicale, principalement en Afrique de l'ouest et Afrique centrale (Cameroun, Côte d'Ivoire, Ghana, Nigeria et Sierra Leone). Cet arbre peut atteindre la taille de 35 m. Le diamètre de son tronc peut mesurer jusqu’à 50 cm. 
L'espèce est considérée en 1998 comme vulnérable selon la Liste rouge de l'UICN.
Le CIRAD l'associe à pterygota bequaertii comme essence associée au bois exotique commercialisé en Côte d'Ivoire sous le nom de koto.